# Diecéze Orihuela-Alicante
Diecéze Orihuela-Alicante je diecéze římskokatolické církve, nacházející se ve Španělsku.

## Území
Diecéze zahrnuje území provincie Alicante kromě severní části, sestávající z 63 obcí, které patří do arcidiecéze Valencie.
Biskupským sídlem je město Alicante, kde se nachází chrám – konkatedrála svatého Mikuláše a ve městě Orihuela se nachází hlavní chrám – katedrála Nejsvětějšího Spasitele a Svaté Marie.
Rozděluje se do 214 farností. K roku 2021 měla 1 198 680 věřících, 273 diecézních kněží, 64 řeholních kněží, 11 trvalých jáhnů, 95 řeholníků a 428 řeholnic.

## Historie
Vzniku diecéze v Orihuele předcházely dva pokusy. První pokus se odehrál v první polovině 15. století, kdy papež Evžen IV. a Basilejsko-ferrarsko-florentský koncil oznámil zřídit novou diecézi. Následné protesty biskupa Cartageny a jeho kapituly vyvolaly odvolání kastilského krále, což také vedlo ke zrušení papežské buly z 11. října 1443. Počátkem 16. století požádali monarchové o zřízení diecéze Orihuela, aby ukončily spory mezi městy Orihuela a Cartagena. Bulu o zřízení diecéze vydal papež Julius II. dne 13. května 1510. Později však nebyl jmenován žádný biskup a papež Lev X. dne 1. dubna 1518 bulu zrušil.
Nakonec byla diecéze Orihuela zřízena 14. července 1564 bulou Pro excellenti Sedis Apostolicae papeže Pia IV., a to oddělením území z diecéze Cartagena. Diecéze se stala sufragánou arcidiecéze Valencie.
Dne 2. listopadu 1949 byla část jejího území připojena k nové vzniklé diecézi Albacete.
Dne 13. března 1954 a 6. června 1957 došlo dekrety Posvátné kongregace konzistoře k úpravě hranic diecéze, kdy diecéze Orihuela získala část území arcidiecéze Valencie a diecéze Cartagena. Sama přišla o jednu farnost, která se stala součástí valencijské arcidiecéze.
Dne 9. března 1959 byl na základě buly Illae catholicae Ecclesiae papeže Jana XXIII. povýšen kostel svatého Mikuláše v Alicante na konkatedrálu a sídlo biskupa se přemístilo do Alicante. Tím získala také svůj současný název.

## Seznam biskupů
- Gregorio Antonio Gallo de Andrade (1565–1577)
- Tomás Dacio (1578–1585)
- Cristóbal Senmanat y Robuster (1587–1593)
- José Esteve Juan (1594–1603)
- Andrés Balaguer Salvador, O.P. (1604–1626)
- Bernardo Caballero Paredes (1627–1635)
- Juan García Arlés (1636–1644)
- Félix Guzmán, O.P. (1644–1646)
- Juan Orta Moreno (1646–1650)
- Luis Crespi de Borja (1652–1658)
- Acacio March de Velasco (1660–1665)
- José Berges (1666–1678)
- Antonio Sánchez de Castellar (1679–1700)
- José de la Torre Orumbela (1701–1712)
- José Espejo Cisneros (1714–1717)
- Salvador Rodríguez Castelblanco, T.O.R. (1717–1727)
- José Flores Osorio (1727–1738)
- Juan Elías Gómez Terán (1738–1758)
- Pedro Albornoz Tapia (1760–1767)
- José Tormo Juliá (1768–1790)
- Antonio Despuig y Dameto (1791–1794)
- Francisco Javier Cabrera Velasco (1795–1797)
- Francisco Antonio Cebrián Valdá (1797–1815)
- Simón López García, C.O. (1815–1824)
- Félix Herrero Valverde (1824–1858)
- Pedro María Cubero López de Padilla (1858–1881)
- Victoriano Guisasola y Rodríguez (1882–1886)
- Juan Maura y Gelabert (1886–1910)
- Ramón Plaza y Blanco (1913–1921)
- Francisco Javier de Irastorza Loinaz (1922–1943)
- José García y Goldaraz (1944–1953)
- Pablo Barrachina Estevan (1954–1989)
- Francisco Álvarez Martínez (1989–1995)
- Victorio Oliver Domingo (1996–2005)
- Rafael Palmero Ramos (2005–2012)
- Jesús Murgui Soriano (2012–2021)
- José Ignacio Munilla Aguirre (od 2021)